# Xuân Trung (phường)
Xuân Trung là một phường cũ thuộc thành phố Long Khánh, tỉnh Đồng Nai, Việt Nam.

## Địa lý
Phường Xuân Trung có diện tích 1 km², dân số năm 2022 là 12.969 người, mật độ dân số đạt 12.969 người/km².

## Hành chính
Phường Xuân Trung được chia thành 5 khu phố: 1, 2, 3, 4, 5.

## Lịch sử
Ngày 28 tháng 9 năm 2024, Ủy ban Thường vụ Quốc hội ban hành Nghị quyết số 1194/NQ-UBTVQH15 về việc sắp xếp đơn vị hành chính cấp xã của tỉnh Đồng Nai giai đoạn 2023 – 2025 (nghị quyết có hiệu lực từ ngày 1 tháng 11 năm 2024). Theo đó, sáp nhập toàn bộ 1,00 km² diện tích tự nhiên và quy mô dân số là 12.969 người của phường Xuân Trung vào phường Xuân An.